# Александр Михайлович (внук Николая I)
Великий князь Алекса́ндр Миха́йлович (Сандро́; 1 [13] апреля 1866, Тифлис — 26 февраля 1933, Рокебрюн) — российский государственный и военный деятель, четвёртый сын великого князя Михаила Николаевича и Ольги Фёдоровны, внук Николая I.

## Биография
Друг детства императора Николая II, которому приходился двоюродным дядей. В 1885 году окончил Морское училище, по окончании которого был произведён в чин мичмана, зачислен в Гвардейский экипаж и проходил службу на флоте.
В 1886 году совершил кругосветное плавание на корвете «Рында». В 1890—1891 годах совершил плавание в Индию на собственной яхте «Тамара», описанное в книге Густава Радде «23 000 миль на яхте „Тамара“» (1892—1893). В 1892 году стал командиром миноносца «Ревель».
В 1893 году в чине старшего лейтенанта совершил плавание в Северную Америку на фрегате «Дмитрий Донской» в составе эскадры, посланной в Америку по случаю 400-летия открытия Нового Света. В 1894 году произведён в капитаны 2-го ранга. 25 июля того же года женился на Ксении Александровне, дочери Александра III.
С 1891 года — инициатор и основатель издания первого в стране ежегодного справочника «Военные флоты» («Военные флоты и морская справочная книжка на … год»), возглавлял его регулярный выход в свет до 1906 года.
С марта 1895 по июль 1896 года — старший офицер броненосца «Сисой Великий».
В 1895 году представил Николаю II разработанную под его руководством программу усиления Российского флота на Тихом океане, в которой предсказывал, что в 1903—1904 годах, после завершения японской кораблестроительной программы «Шесть-шесть», начнётся война с Японией. Программа и связанные с нею вопросы были подвергнуты обсуждению, но не приняты, что привело к его отставке. Аналогичным образом завершилось рассмотрение его предложений по созданию постоянного российского флота на Белом и Баренцевом морях. Также по его инициативе с 1895 по 1903 год в Николаевской академии Генерального штаба были проведены три военно-морских стратегических игры на тему морской войны России с Японией, показавшие весьма печальные для России результаты, но по их результатам никаких практических мер высшим руководством принято не было.
В 1898 году вернулся на действительную службу на флот. С 31 января 1899 года — старший офицер броненосца береговой обороны «Генерал-адмирал Апраксин».
В 1899—1900 годах с учётом личного опыта службы на броненосце «Генерал-адмирал Апраксин» разработал эскизный проект гораздо более мореходного 5985-тонного броненосца береговой обороны с вооружением из шести скорострельных 203-мм орудий, расположенных в четырёх башнях, 75-мм противоминных пушек и с полным броневым поясом (технический проект выполнен Дмитрием Скворцовым). Участвовал в конкурсах на разработку проектов 14000-тонного эскадренного броненосца — Александр Михайлович в 1899 году разработал эскизные проекты, а инженер Скворцов в 1899—1900 годах по его указаниям создал технические проекты броненосца с однокалиберным вооружением из шестнадцати 203-мм орудий в восьми двухорудийных башнях (приблизительный аналог тогда же разработанного итальянским кораблестроителем Витторио Куниберти проекта перспективного эскадренного броненосца для флота Италии (развитие проекта 1898 года итальянского кораблестроителя адмирала Б. Брина), позднее с изменениями воплощённого в четырёх итальянских кораблях типа «Реджина Елена» («Regina Elena»), построенных в 1901—1908 годах) и броненосного крейсера. Однако от проектов эскадренного броненосца и броненосного крейсера отказались (в Италии проектам Б. Брина и В. Куниберти «повезло» — их сильно переработали и броненосцы были построены), а строительство броненосца береговой обороны, который предполагалось назвать «Адмирал Бутаков», было прекращено в самой начальной стадии из-за нехватки средств.
6 декабря 1900 года произведен в чин капитана 1-го ранга с оставлением в звании флигель-адъютанта. В 1901—1902 годах командовал черноморским эскадренным броненосцем «Ростислав». 1 января 1903 года произведён в контр-адмиралы, назначен младшим флагманом Черноморского флота с зачислением в Свиту Его Императорского Величества.
С 1898 года — член (затем — председатель) Совета по делам торгового мореплавания. С ноября 1902 по октябрь 1905 года был первым и единственным руководителем (главноуправляющим) Главного управления торгового мореплавания и портов. Это ведомство, созданное по инициативе Александра Михайловича, было организовано из подразделений Министерства финансов (отдел торгового мореплавания, Совет по делам торгового мореплавания, Комитет по портовым делам) и Министерства путей сообщения (Отдел торговых портов). Как главноуправляющий отдельной частью, вел. кн. Александр Михайлович стал членом Комитета министров. В качестве министра, великий князь столкнулся со скрытым, но сильным противодействием всех остальных министров, не желавших появления в своей среде протокольно не равного им и юридически безответственного члена императорской фамилии; кроме того, министры боялись дальнейшего появления новых ведомств, создаваемых специально под великих князей. В результате сильнейших аппаратных интриг Главное управление было преобразовано в отдел создаваемого Министерства торговли и промышленности, после чего великий князь отказался от управления ведомством, уже не соответствующим его высокому рангу.
Участник т. н. «безобразовской клики». Во время русско-японской войны руководил подготовкой и действиями вспомогательных крейсеров из пароходов Добровольного флота на вражеских коммуникациях, затем возглавил «Особый комитет по усилению военного флота на добровольные пожертвования». В 1905 году принял командование отрядом новых минных крейсеров (эсминцев) Балтийского флота, построенных на собранные этим комитетом средства. Высказывался против посылки 2-й Тихоокеанской эскадры на Дальний Восток, считая её недостаточно сильной. Принял непосредственное участие в разработке программ воссоздания флота, стремился привлечь к решению этой задачи внимание органов государственного управления и общественности, выступал активным сторонником постройки качественно новых линейных кораблей. В июне 1909 года Александр Михайлович был произведён в чин вице-адмирала. Генерал-адъютант с 22.07.1909 по 21.03.1917. С 06.12.1915 года — адмирал.
Александр Михайлович сыграл большую роль в создании российской авиации, он был инициатором создания офицерской авиационной школы под Севастополем в 1910 году, шеф Императорского военно-воздушного флота. Участвовал в Первой мировой войне. С декабря 1916 года — полевой генерал-инспектор военного воздушного флота при Верховном Главнокомандующем. Внёс большой вклад в развитие отечественной военной авиации, в том числе в ходе войны; но некоторые исследователи критикуют ряд его решений и склонность к авторитарному методу руководства.

### Революция и гражданская война
В начале 1917 года выступал за создание правительства с участием общественных деятелей (высказываясь против «ответственного министерства»).
После Февральской революции, 21 марта (3 апреля) 1917 года лишён звания генерал-адъютанта в связи с упразднением всех военно-придворных званий.
22 марта (4 апреля) 1917 года полевой генерал-инспектор военного воздушного флота при Верховном Главнокомандующем, адмирал великий князь Александр Михайлович был уволен от службы, по прошению, с мундиром.
С разрешения Временного правительства ему было разрешено поселиться в имении «Ай-Тодор» в Крыму, где и встретил Октябрьскую революцию и последующие за ней установление советской власти и германскую оккупацию полуострова, во время которой Романовы пользовались относительной свободой.

### В эмиграции
В конце 1918 года, после капитуляции в Первой мировой войне, германские войска покинули оккупированные территории бывшей Российской империи. Территория временно перешла под контроль лояльных к Белому движению союзников. Члены Императорской фамилии получили полную свободу передвижения. Александр Михайлович, не дожидаясь отъезда из Крыма семьи, поспешил направиться в Париж (вместе со старшим сыном покинул Ялту 11 декабря 1918 года на борту британского военного корабля HMS Foresight), где намеревался принять участие в работе русской делегации на Парижской мирной конференции. После провала попыток убедить бывших союзников России помочь Белому движению в борьбе с большевизмом, он окончательно поселился во Франции, навсегда покинув Россию.

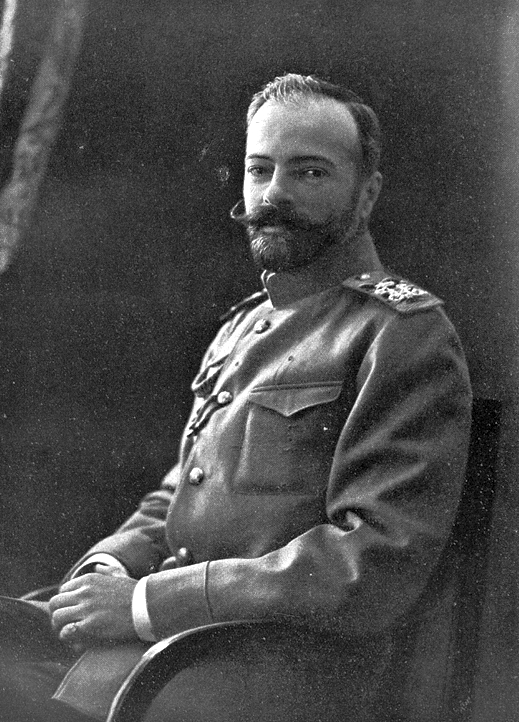
Александр Михайлович

Состоял почётным председателем Союза русских военных лётчиков, Парижской кают-компании, Объединения чинов гвардейского экипажа; участвовал в деятельности РОВС, покровительствовал Обществу помощи детям русской эмиграции, Национальным организациям русских разведчиков (НОРР) и русских скаутов (НОРС).
В эмиграции выпустил мемуары под названием «Книга воспоминаній», текст которых впервые был издан в Париже в 1933 году как приложение к журналу «Иллюстрированная Россія»; также автор изданных в Париже книг Votre âme (1924), Se connaître (1927) и других.
Скончался 26 февраля 1933 года в Рокебрюне (департамент Приморские Альпы), похоронен на местном кладбище.
19 июля 2012 года в Санкт-Петербурге, на территории Парусного клуба, был открыт бронзовый памятник-бюст великому князю (скульптор А. С. Чаркин).

## Семья
В 1894 году в Петергофе женился на своей двоюродной племяннице Ксении Александровне, старшей дочери Александра III, родной сестре Николая II.
В эмиграции Александр Михайлович жил отдельно от Ксении.
Их дети:
- Ирина (1895—1970), с 1914 года — жена Феликса Феликсовича Юсупова, мл. (1887—1967)
- Андрей (1897—1981)
- Фёдор (1898—1968)
- Никита (1900—1974)
- Дмитрий (1901—1980)
- Ростислав (1902—1977)
- Василий (1907—1989)

Большинство живущих в XXI веке Романовых являются потомками Александра Михайловича.

## Награды
Российские:
- орден Святого апостола Андрея Первозванного (1 апреля 1866);
- орден Святого Александра Невского (1 апреля 1866);
- орден Белого орла (1 апреля 1866);
- орден Святой Анны 1-й ст. (1 апреля 1866);
- орден Святого Станислава 1-й ст. (1 апреля 1866);
- орден Святого Владимира 4-й ст. (1 января 1893);
- орден Святого Владимира 3-й ст. (6 декабря 1906);
- орден Святого Владимира 2-й ст. (6 мая 1913).

Иностранные:
- орден Вюртембергской короны (Вюртемберг, 1 июня 1880);
- орден Грифона 2-й ст. (Мекленбург-Шверин, 1 марта 1881);
- орден Южного Креста 1-й ст. (Бразилия, 1 января 1886);
- Орден Розы (Бразилия, 1886)[20]
- орден Грифона 1-й ст. (Мекленбург-Шверин, сентябрь 1886);
- орден Восходящего солнца 1-й ст. (Япония, 5 января 1889);
- орден Спасителя 1-й ст. (Греция, январь 1889);
- крест Кавалеров Святого Гроба с частицей Животворящего древа и звание Стража Святого Живоносного Гроба Господня (Иерусалимский патриархат, 9 марта 1889);
- орден Слона (Дания, 7 сентября 1895);
- Королевский венгерский орден Святого Стефана, большой крест (Австро-Венгрия, 1897);
- орден Заслуг герцога Петра-Фридриха-Людвига (Ольденбург, июль 1902);
- орден Святого Олафа, большой крест с цепью (Норвегия, 25 сентября 1908).

## Членство в организациях
- Почётный председатель Русского Императорского Общества Судоходства, председатель промыслового отдела
- Александр Михайлович был «мистическим масоном» и спиритиком, называл себя розенкрейцером и филалетом. Состоял в масонской «Великокняжеской ложе» (Санкт-Петербург, после 1907 до 1917), основатель «Адмиралтейской Ложи» (Санкт-Петербург, 1910-е), работавшей по ритуалу филалетов[21][22][23][24][25]. Согласно энциклопедическому словарю Серкова[26], Александр Михайлович был мастером ложи «Карма», работавшей в 1910—1919 годах по Шведскому уставу. «[Великий Князь] Александр Михайлович, Животовский и Рейли — все они являлись франк-масонами»[27].

## Книги
- Grand duc Alexandre de Russie. 1. L’Union des âmes. Paris. 1923
- Grand duc Alexandre de Russie. Votre âme. De Grand-duc Alexandre de Russie. 1924
- Grand duc Alexandre de Russie. La Religion d’amour. Paris. 1929. 302 p.
- Приложение к журналу «Иллюстрированная Россия», 1933.
- Grand-duc Alexandre de Russie. Quand j'étais grand-duc. 1933
- в.кн. Александр Михайлович. Книга воспоминаний. — М.: Современник, 1991. — 271 с. — ISBN 5-270-01503-X.